# Алькантар, Хесус
Хесус Альберто Алькантар Родригес (исп. Jesús Alberto Alcántar Rodríguez; род. 30 июля 2003, Эройка-Каборка, Сонора) — мексиканский футболист, защитник клуба «Некакса».

## Клубная карьера
Алькантар — воспитанник клубов «Симарронес де Сонора» и «Некакса». 13 февраля 2022 года в матче против «Крус Асуль» он дебютировал в мексиканской Примере. В том же году игрок выступал за дублирующий состав лиссабонского «Спортинга». После окончания аренды игрок вернулся в «Некаксу». 

## Международная карьера
В 2022 году в составе молодёжной сборной Мексики Самора принял участие в молодёжном Кубке КОНКАКАФ в Гондурасе. На турнире он сыграл в матчах против сборных Суринама, Тринидада и Тобаго, Гаити, Пуэрто-Рико и Гватемалы. 